# 凝花舎

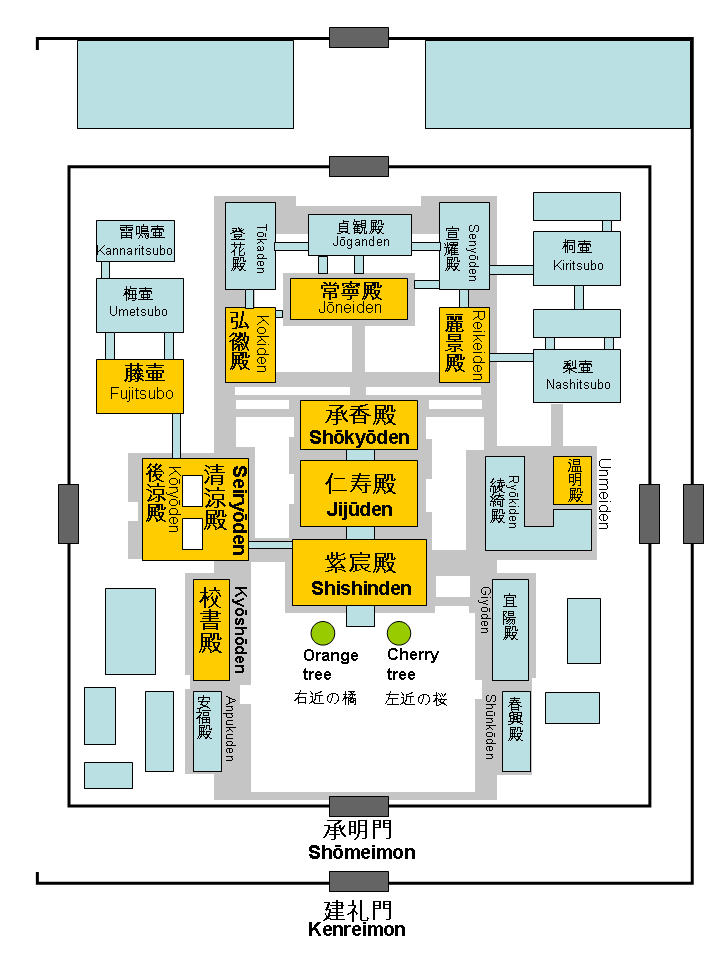
平安京内裏図

凝花舎（ぎょうかしゃ）とは、平安御所の後宮の七殿五舎のうちの一つ。女御などが居住した他、清涼殿に近いことからしばしば東宮御所や摂政・関白の直廬（詰め所）ともされた。
庭に紅白の梅が植えてあったところから、梅壺（うめつぼ）ともいう。清涼殿からは北西。飛香舎（藤壺）の北。襲芳舎（雷鳴壷）の南。
凝花舎を賜っていた内で最も有名なのは、円融天皇の女御で、一条天皇の母である東三条院詮子（藤原兼家女）である。
その他に凝花舎を賜っていたのが知られるのは、
- 後朱雀天皇女御・藤原生子（藤原教通女）
- 後三条天皇女御・源基子（源基平女）
- 後白河天皇女御・三条琮子

なお『源氏物語』でも、冷泉帝の妃で、斎宮女御（秋好中宮）が凝花舎を局としたことで知られる。